# Šója Nakadžima
Šója Nakadžima (japonsky 中島 翔哉, * 23. srpna 1994) je japonský fotbalista a reprezentant, od září 2022 působí v tureckém Antalyasporu.

## Klubová kariéra
Hrával za Tokyo Verdy, Kataller Toyama, FC Tokyo, Portimonense SC, Al-Duhail SC a FC Porto.

## Reprezentační kariéra
S japonskou reprezentací se zúčastnil Letních olympijských her 2016. Jeho debut za A-mužstvo Japonska proběhl v zápase proti Mali 23. března 2018. Nakadžima odehrál za japonský národní tým v letech 2018–2019 celkem 19 reprezentačních utkání.

## Statistiky
| Japonsko | Japonsko | Japonsko |
| Roky     | Záp.     | Góly     |
| -------- | -------- | -------- |
| 2018     | 6        | 2        |
| 2019     | 13       | 3        |
| Celkem   | 19       | 5        |

## Úspěchy

### Reprezentační
- AFC U-23 Championship: ; 2016